# ワールドクリーンアップデー
ワールドクリーンアップデー（英語: World Cleanup Day、WCD、地球をキレイにする日）は、海洋ごみ問題を含む、地球規模のごみ問題への対策を課題とする世界規模で展開される社会行動プログラムである。

## 目的
ワールドクリーンアップデーは、通例9月中旬に24時間に渡って実施される。世界中でいくつもの組織がワールドクリーンアップデーのイベントを後援したり主催したりする。アースデーと同様に、ワールドクリーンアップデーは非党派的、非政治的であり、国家的または世界的な政党や離散したイデオロギーと無関係である。

## 歴史
人類史上、特に地震、洪水、津波などの甚大な災害が発生した後には、さまざまな形で地球規模の清掃活動が行われてきた。
近年の歴史において、これらの取り組みは主に被災したコミュニティによって手掛けられており、赤十字やオックスファムのような国際機関やNGO、またはその他の救援組織による支援があっても、それらは主にかつての紛争地帯においてであった。これらには地雷除去や海岸清掃、その他の地方自治体や政府に依らない活動が含まれる。

## 主催者
ワールドクリーンアップデーは起源の異なる草の根運動で構成される非集中的なネットワークである。世界的なクリーンアップ活動の最大の組織のひとつがLet's Do It! Worldである。エストニアで設立され、1日で5万人以上のボランティアを動員し、国内のクリーンアップ活動で1万トンの不法投棄ごみを除去することに成功した。Let's Do It 2008と命名されたエストニアの活動は世界的な模範となり、やがて世界的に広まった。現在、この運動は169の国と地域によるネットワークへと成長した。ワールドクリーンアップデー2018には157の国と地域で1780万人が参加したとされる。世界中で集められたごみの総重量は推計で82,280トン以上となった 。

## 参加者
ワールドクリーンアップデー参加者は、注意喚起、物流、資金調達で協力する非政府組織によってまとめられたボランティアが主である。

## ワールドクリーンアップデーの一覧
- Let's Do It 2008（英語版）
- ワールドクリーンアップデー2018（2018年9月15日） - 1日の清掃に世界の人口の5%を動員することを目標とした[4][5]。160カ国180万人が参加
- ワールドクリーンアップデー2019（2019年9月21日） - 180カ国210万人が参加
- ワールドクリーンナップデー2020(2020年９月19日) -